# Золотарёв, Николай Николаевич
Николай Николаевич Золотарёв (1915—1989) — советский художник-живописец и театральный художник, член-корреспондент АХ СССР (1983). Член СХ СССР (1953). Лауреат Государственной премии РСФСР имени И. Е. Репина (1979) и Государственной премии Узбекской ССР имени Хамзы (1983). Заслуженный художник РСФСР (1970). Народный художник РСФСР (1976).

## Биография
Родился 1 июня 1915 года в городе Орле.
С 1932 по 1935 год Н. Н. Золотарёв обучался в Московском художественно-промышленном техникуме имени М. И. Калинина, его учителями были такие педагоги как С. Ф. Николаев и Б. Н. Ланге. С 1935 по 1943 год обучался в Институте живописи, скульптуры и архитектуры имени И. Е. Репина, учился у М. П. Бобышова, В. Я. Яковлева и Б. В. Иогансона. Дипломная работа - эскизы декораций и костюмов к пьесе "Адмирал Нахимов". Присвоено звание художника-декоратора.
Участник Великой Отечественной войны. С 1947 года Н. Н. Золотарёв был постоянным участником московских, республиканских и всесоюзных, с 1965 года — зарубежных художественных выставок. С 1947 года Н. Н. Золотарёв работал театральным художником и художником-постановщиком в различных театрах, таких как Киргизский театр оперы и балета, Тбилисский театр оперы и балета, Театре имени Моссовета, Центральном театре Советской армии, Московском драматическом театре, Музыкальном театре имени К. С. Станиславского и В. И. Немировича-Данченко, Белорусском театре оперы и балета, Новосибирском театре оперы и балета и Большом театре СССР.
В качестве сценографа Н. Н. Золотарёв участвовал в таких работах как: 1947 год — «Молодая гвардия» по А. А. Фадееву, 1948 год — «Великий государь» В. С. Соловьёва (Московский областной драматический театр), 1959 год — «Вид с моста» А. Миллера (Московский драматический театр), 1964 год — «Семён Котко» С. С. Прокофьева, 1966 год — «Борис Годунов» М. П. Мусоргского (Тбилисский театр оперы и балета), 1967 год — «Виринея» С. М. Слонимского, 1969 год — «Кармен» Ж. Бизе, 1976 год — «Пиковая дама» П. И. Чайковского (Музыкальный театр имени К. С. Станиславского и В. И. Немировича-Данченко), 1970 год — «Щорс» Б. Н. Лятошинского (Украинский театр оперы и балета), 1972 год — «Трубадур» Дж. Верди, 1973 год — «Зори здесь тихие» К. В. Молчанова, 1974 год — «Иоланта» П. И. Чайковского, 1981 год — «Война и мир» С. С. Прокофьева, 1983 года — «Гаяне» А. И. Хачатуряна, 1985 год — «Повесть о настоящем человеке» С. С. Прокофьева, 1986 год — «Сказка о царе Салтане» Н. А. Римского-Корсакова (Большой театр СССР), 1977 год — «Жизель» А. Адана (Белорусский театр оперы и балета), 1985 год — «Хованщина» М. П. Мусоргского (Новосибирский театр оперы и балета). Как художник-живописец создал такие работы как: 1950 год — «Кремлёвские куранты», 1952 год — «Подруги», 1953 год — «Стеша Смирнова», «На Крыльце», «Катя» и «Студентка», 1955 год — «Цыганка», 1964 год — «Театральный эскиз» и «Пролог спектакля „Виндзорские насмешницы“ театра им. Моссовета».
С 1948 года Н. Н. Золотарёв помимо творчества занимался и педагогической деятельностью: с 1948 по 1959 год был преподавателем отделения живописи Московского художественно-графического педагогического училища, с 1959 по 1971 год — доцент художественного факультета Московского технологического института.
С 1953 года Н. Н. Золотарёв является членом Союза художников СССР.
С 1971 по 1988 год Н. Н. Золотарёв работал главным художником Большого театра СССР.
В 1983 году Н. Н. Золотарёв был избран член-корреспондентом Академии художеств СССР.
В 1979 году «за оформление оперных спектаклей „Русалка“ А. С. Даргомыжского, „Иоланта“ П. И. Чайковского в ГАБТ и спектакля „Виринея“ Л. Н. Сейфуллиной в МАМТ имени К. С. Станиславского и В. И. Немировича-Данченко» Н. Н. Золотарёв был удостоен Государственной премии РСФСР имени И. Е. Репина.
В 1970 году Указом Президиума Верховного Совета РСФСР Н. Н. Золотарёву было присвоено почётное звание Заслуженный художник РСФСР, в 1976 году — Народный художник РСФСР.
Умер 11 февраля 1989 года в городе Москве.

## Награды
- Орден «Знак Почёта» (1986)

### Звания
- Народный художник РСФСР (1976 — «за заслуги в развитии советского театрального искусства и в связи с 200-летием Государственного академического Большого театра СССР»[10])
- Заслуженный художник РСФСР (1970)

### Премии
- Государственная премия РСФСР имени И. Е. Репина (1979 — «за оформление оперных спектаклей „Русалка“ А. С. Даргомыжского, „Иоланта“ П. И. Чайковского в ГАБТ и спектакля „Виринея“ Л. Н. Сейфуллиной в МАМТ имени К. С. Станиславского и В. И. Немировича-Данченко»)
- Государственная премия Узбекской ССР имени Хамзы (1983)[11]

### Другие награды
- Серебряная медаль АХ СССР (1982)